# Kiln, Mississippi
Kiln là một thành phố thuộc quận Hancock, tiểu bang Mississippi, Hoa Kỳ. Năm 2010, dân số của thành phố này là 2 238 người.

## Dân số
- Dân số năm 2000: 2 040 người.
- Dân số năm 2010: 2 238 người.